# Батайская улица (Москва)
Бата́йская у́лица (до 27 января 1967 года — Железнодоро́жная у́лица, до 1960 года — Железнодоро́жная у́лица города Люблино) — улица в Юго-Восточном административном округе города Москвы на территории района Печатники.

## История
Улица находится на территории бывшего города Люблино, где она называлась Железнодоро́жная у́лица. В 1960 году город Люблино вошёл в состав Москвы, улица вначале сохраняла своё название, а 27 января 1967 года для устранения одноимённости была переименована и получила современное название по городу Батайску Ростовской области в связи с расположением на юго-востоке Москвы.
Участок между Шоссейной улицей и улицей Полбина до 1960 года назывался Советской улицей, а с 1960 по 1968 годы — улицей Чехова. Железнодорожная улица проходила параллельно железной дороге к западу от неё от платформы Депо к Северному туннелю под железнодорожными путями.

## Расположение
Батайская улица проходит от Шоссейной улицы на восток до путей Курского направления Московской железной дороги, поворачивает на север и следует параллельно путям, с востока к ней примыкает Курская улица, проходящая под путями через Северный тоннель (направление движения в тоннеле — от Батайской улицы), Батайская улица поворачивает на северо-запад и проходит до улицы Полбина. По Батайской улице не числится домовладений.

## Транспорт

### Автобус
30: от улицы Полбина на север до Курской улицы и от Курской улицы на северо-запад до улицы Полбина.

### Железнодорожный транспорт
- Платформа Люблино (в границах станции Люблино-Сортировочное) Курского направления Московской железной дороги — северо-восточнее улицы, между улицей Полбина и Кубанской улицей.
- Платформа Депо (в границах станции Люблино-Сортировочное) Курского направления Московской железной дороги — южнее улицы, между улицей Полбина, Егорьевской улицей и Егорьевским проездом.